# Leporinus bistriatus
Leporinus bistriatus är en fiskart som beskrevs av Britski, 1997. Leporinus bistriatus ingår i släktet Leporinus och familjen Anostomidae. Inga underarter finns listade i Catalogue of Life.